# Ann Lowe
Ann Cole Lowe, auch Annie Cohen (* 14. Dezember 1898 in Clayton, Alabama; † 25. Februar 1981 in Queens, New York), war eine US-amerikanische Modedesignerin und die erste Afroamerikanerin, die es als Modedesignerin zu Ruhm brachte. Ihre Entwürfe waren insbesondere unter Frauen der High Society begehrt. Bekanntheit erlangte sie als Designerin des elfenbeinfarbenen Brautkleides von Jacqueline Kennedy bei ihrer Hochzeit mit John F. Kennedy im Jahr 1953.

## Leben und Wirken
Ann Lowe wurde als Urenkelin einer Sklavin und eines Plantagenbesitzers geboren und wuchs gemeinsam mit ihrer älteren Schwester auf. Ihre Mutter und ihre Großmutter arbeiteten als Näherinnen für reiche Familien in Montgomery (Alabama), wobei Ann Lowe mithalf. Schon sehr früh erkannten sie das Talent von Ann. Als Lowe 16 Jahre alt war, starb ihre Mutter. Zu diesem Zeitpunkt hatte sie gerade an vier Ballkleidern für Elizabeth Kirkman O’Neal, die Ehefrau des Gouverneurs von Alabama, gearbeitet. Mit dem Talent und den Fertigkeiten, die Ann Lowe von ihrer Mutter und ihrer Großmutter gelernt hatte, stellte sie die Kleider fertig.
Im Teenageralter heiratete sie den älteren Lee Cohen und gebar den gemeinsamen Sohn Arthur Lee. Dem Wunsch ihres Mannes, das Nähen aufzugeben, kam sie kurze Zeit nach. Als sie von einer Frau aus Florida beauftragt wurde, ein Hochzeitskleid und Kleider für ihre Töchter zu fertigen, ergriff sie die Chance und reiste nach Florida. Die Eheleute trennten sich.
1917 zog Lowe mit ihrem Sohn nach New York City, wo sie an der S. T. Taylor Designschule eine Ausbildung begann. Ihre Aufnahme an der Schule für Weiße war ein Versehen, und aufgrund der Rassentrennung erhielt Lowe Einzelunterricht und schloss den Kurs frühzeitig ab. Nach dem Abschluss 1919 verließ sie mit ihrem Sohn New York, um erneut in Tampa (Florida) zu leben. Dort eröffnete Lowe unter dem Namen „Annie Cohen“ einen Modesalon und arbeitete für Frauen der oberen Gesellschaftsschicht. Nachdem sie 20.000 Dollar ihres Verdienstes gespart hatte, kehrte sie 1928 nach New York City zurück und arbeitete auf Provisionsbasis für Luxuskaufhäuser wie Neiman Marcus und Saks Fifth Avenue. Geschäftlich unterstützt wurde sie dabei von ihrem Sohn.
1946 entwarf sie das Kleid, das Olivia de Havilland bei der Oscar-Verleihung als beste Schauspielerin für Mutterherz trug; die Robe trug jedoch das Label von Sonia Rosenberg.
Weil Lowe als Modedesignerin wenig Beachtung erfuhr, eröffneten sie und ihr Sohn unter dem Namen „Ann Lowe’s Gowns“ an der Lexington Avenue in New York einen zweiten Salon, der wohlhabende Kundinnen der High Society anzog. Die Saturday Evening Post nannte Lowe später „das bestgehütete Geheimnis der Gesellschaft“. Während ihrer Karriere war Lowe dafür bekannt, dass sie bei der Auswahl ihrer Kundinnen sehr wählerisch war. Mehrere Generationen berühmter Familien wie die Auchinclosses, Rockefellers, Lodges, Du Ponts und Biddles gehörten dazu.
Im Jahr 1953 wurde sie beauftragt, das Brautkleid der späteren First Lady Jacqueline Bouvier und die Kleider für ihre Brautjungfern für die Hochzeit mit dem damaligen Senator John F. Kennedy zu entwerfen. Lowe war von Janet Auchincloss, der Mutter von Jacqueline Bouvier, ausgewählt worden. Sie hatte Lowe vormals beauftragt, das Hochzeitskleid zu entwerfen, das sie 1942 bei ihrer Trauung mit Hugh D. Auchincloss trug. Lowes Kleid für Jacqueline Bouvier bestand aus fünfzig Meter „elfenbeinfarbenem Seidentaft mit eingewebten Bändern, die das Mieder bilden, und ähnlichen Biesen in großen, kreisförmigen Mustern, die um den ganzen Rock geschwungen sind“. Das Kleid kostete 500 Dollar und wurde in der Berichterstattung über die Hochzeit ausführlich beschrieben, während der Designerin keine öffentliche Anerkennung gezollt wurde.
Ihre Kreativität konnte sie ökonomisch jedoch nicht zu Erfolg führen. Während ihrer gesamten beruflichen Laufbahn arbeitete Lowe für eine wohlhabende Kundschaft, die ihr oft ausredete, für ihre Entwürfe höhere Preise zu verlangen. Nachdem sie ihre Mitarbeiterinnen und Mitarbeiter bezahlt hatte, konnte sie mit ihren Kreationen oft keinen Gewinn erzielen. Später gab Lowe zu, dass sie auf dem Höhepunkt ihrer Karriere praktisch pleite war. 1962 verlor sie ihren Salon in New York City, nachdem sie es versäumt hatte, Steuern zu zahlen.
Im selben Jahr wurde ihr rechtes Auge wegen eines Glaukoms entfernt. Während sie sich von dem Eingriff erholte, bezahlte ein anonymer Freund die Schulden von Lowe, was ihr ermöglichte, anschließend wieder zu arbeiten. Bald darauf entwickelte sich ein Grauer Star in ihrem linken Auge, das jedoch mit einer Operation gerettet werden konnte.
1968 eröffnete sie ein neues Geschäft, „Ann Lowe Originals“, in der Madison Avenue. 1972 ging Lowe in den Ruhestand.

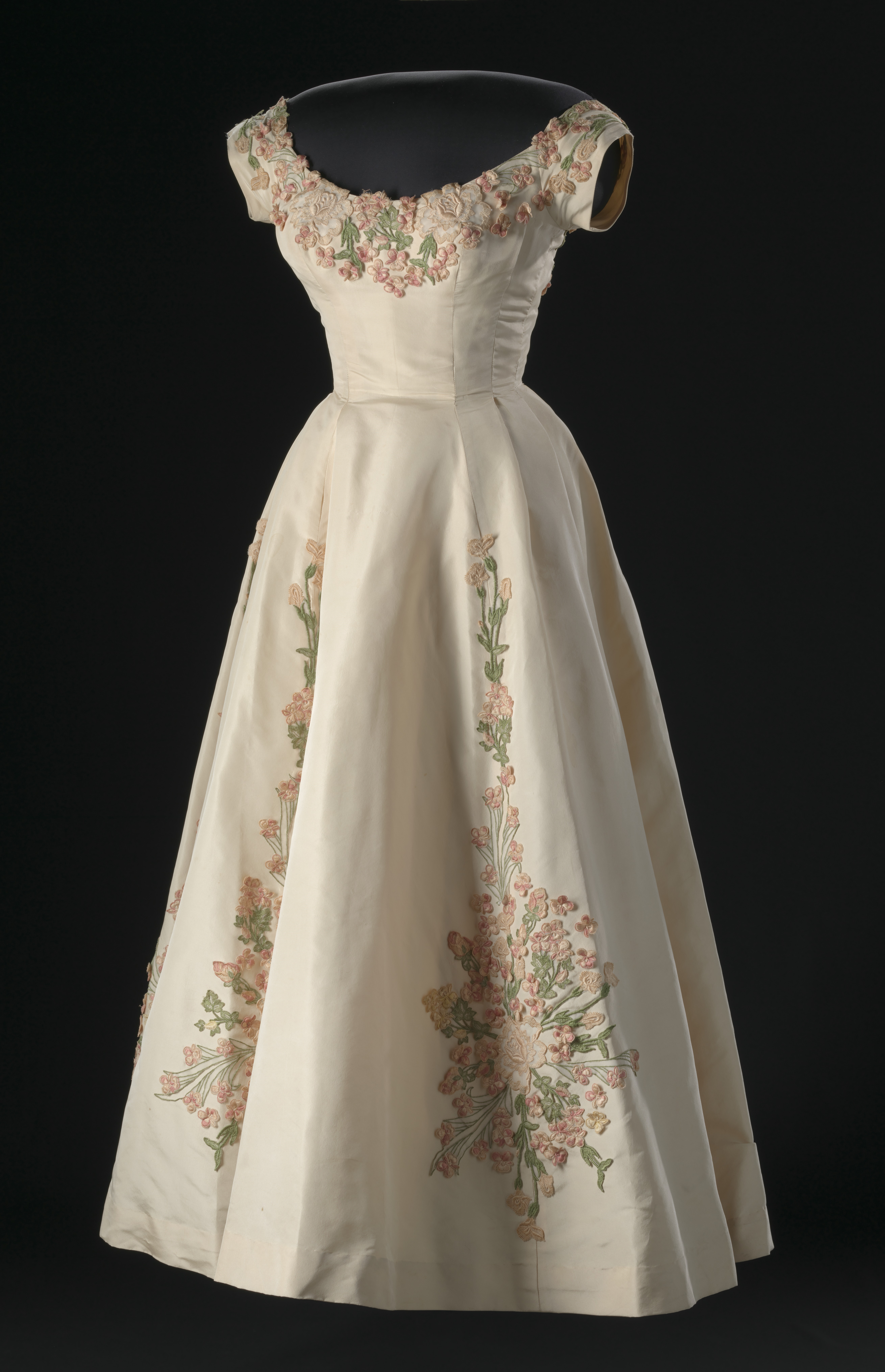
1958
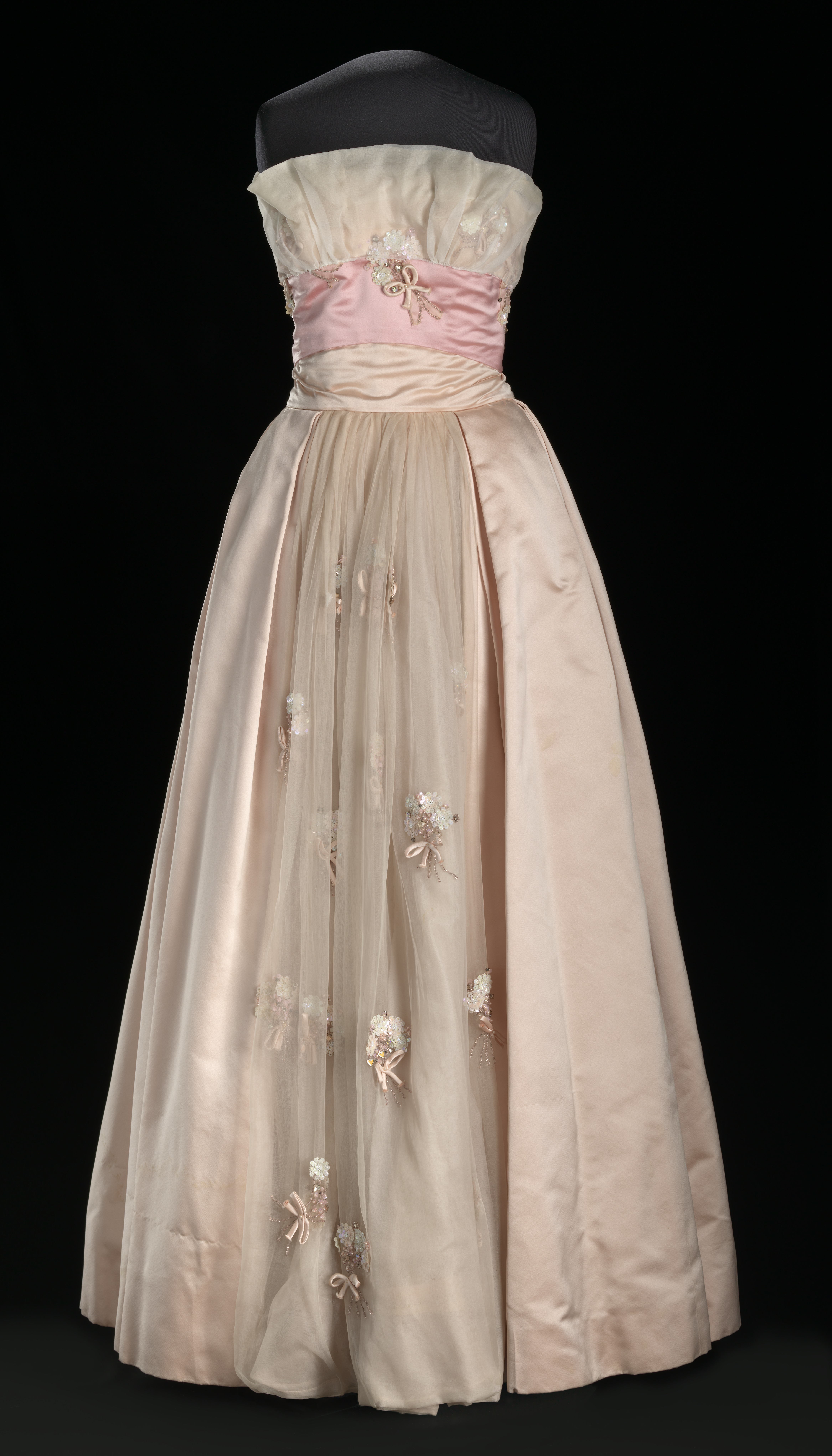
1959
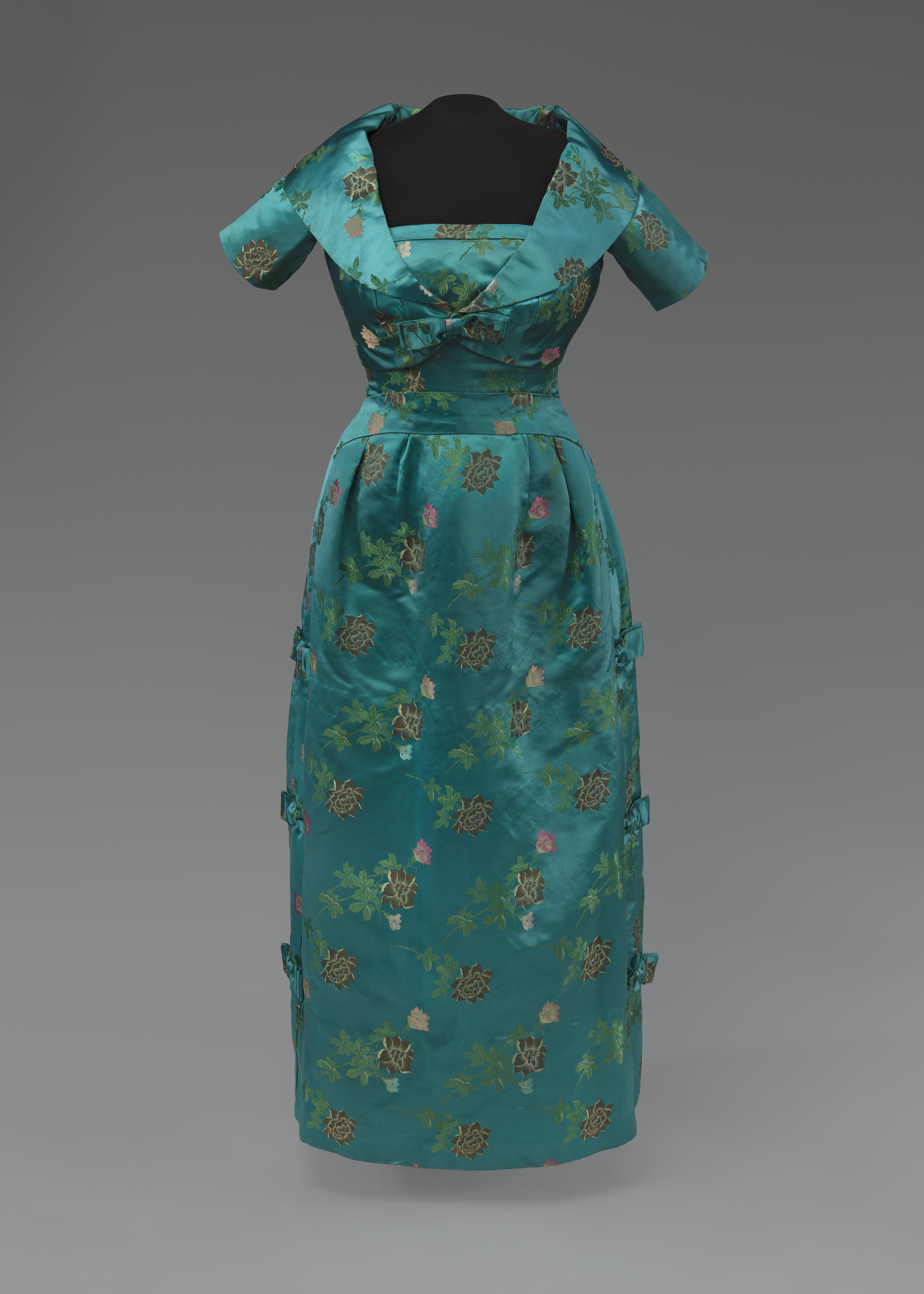
1950er Jahre
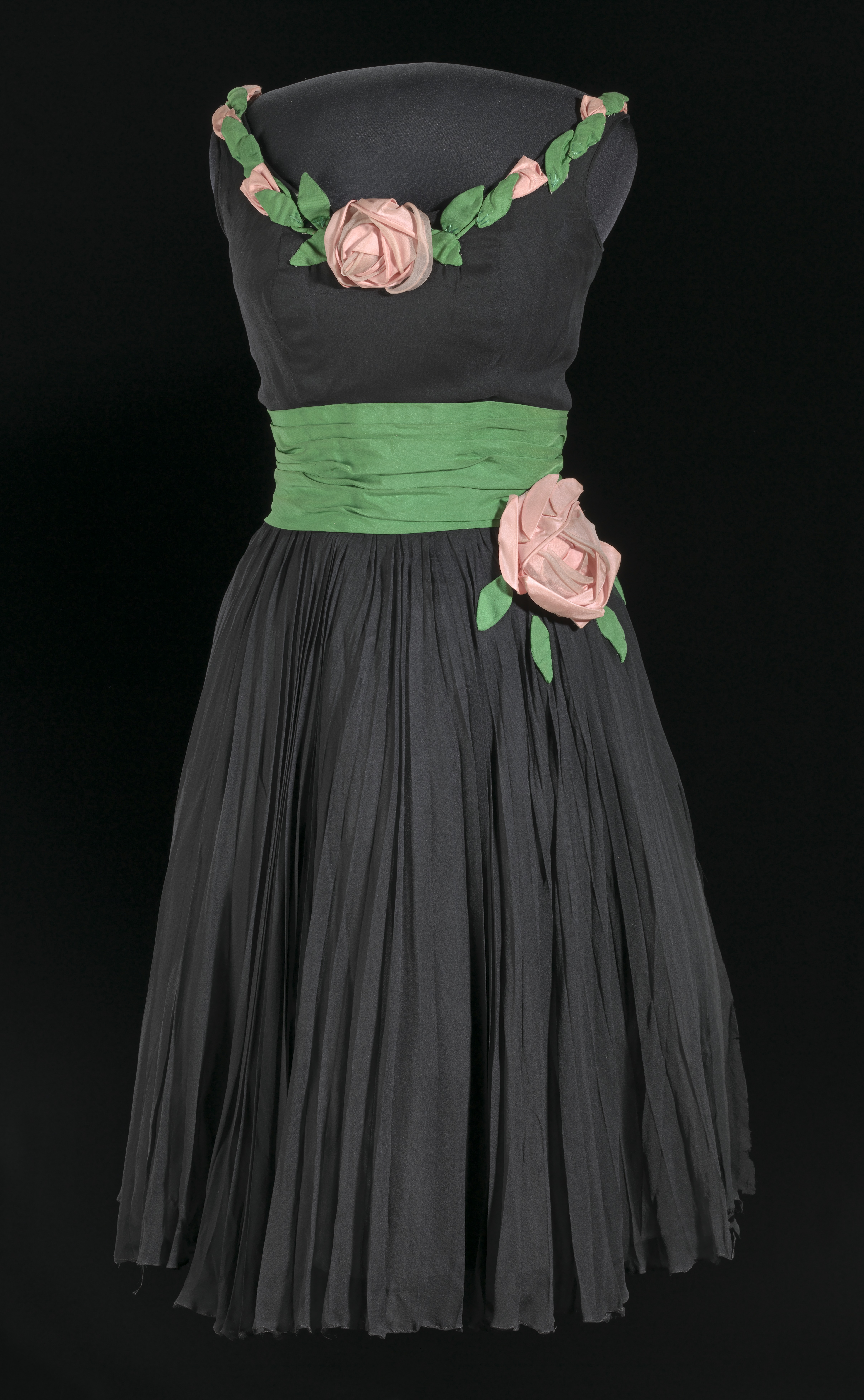
1960
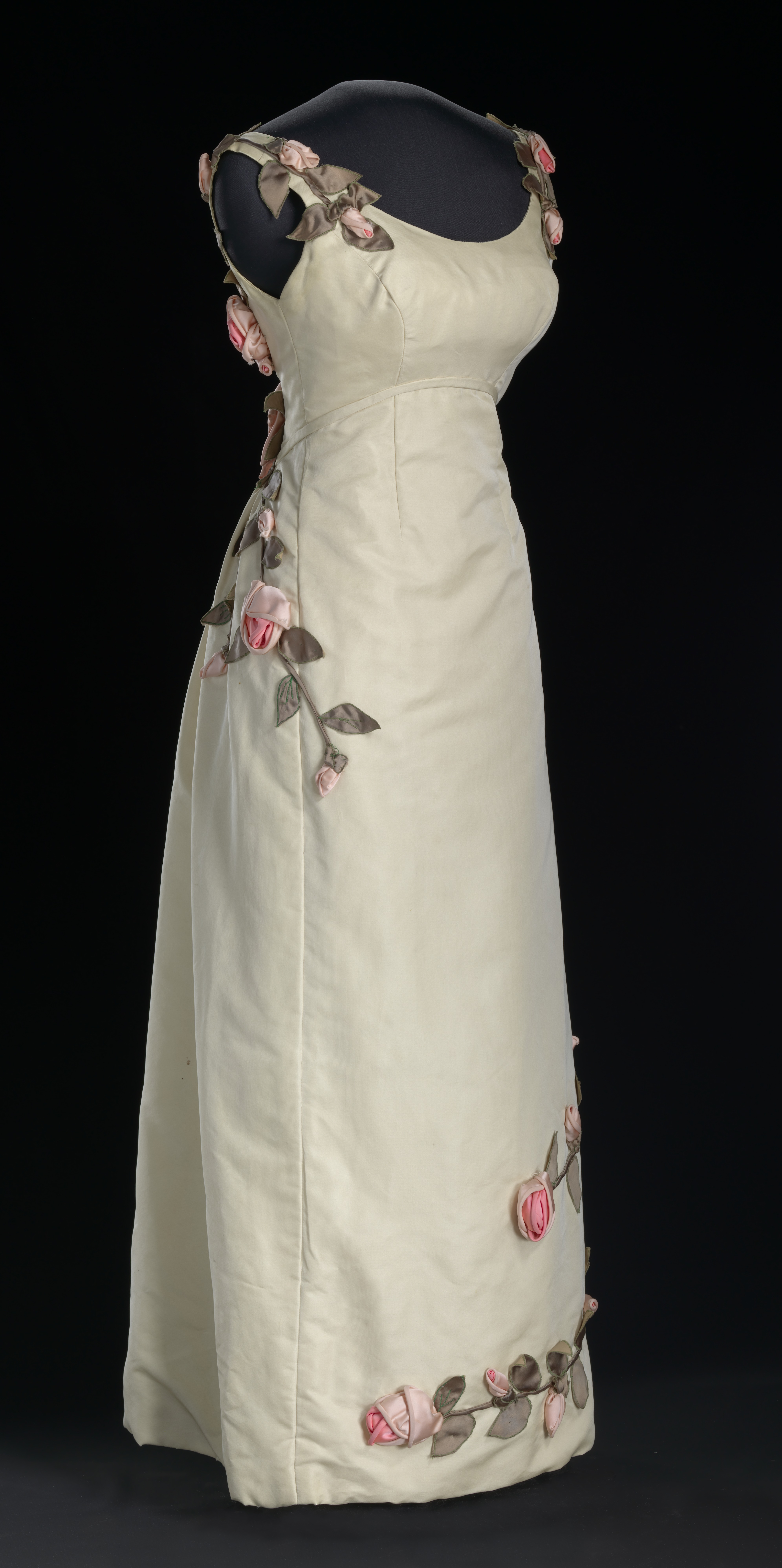
1966/1967
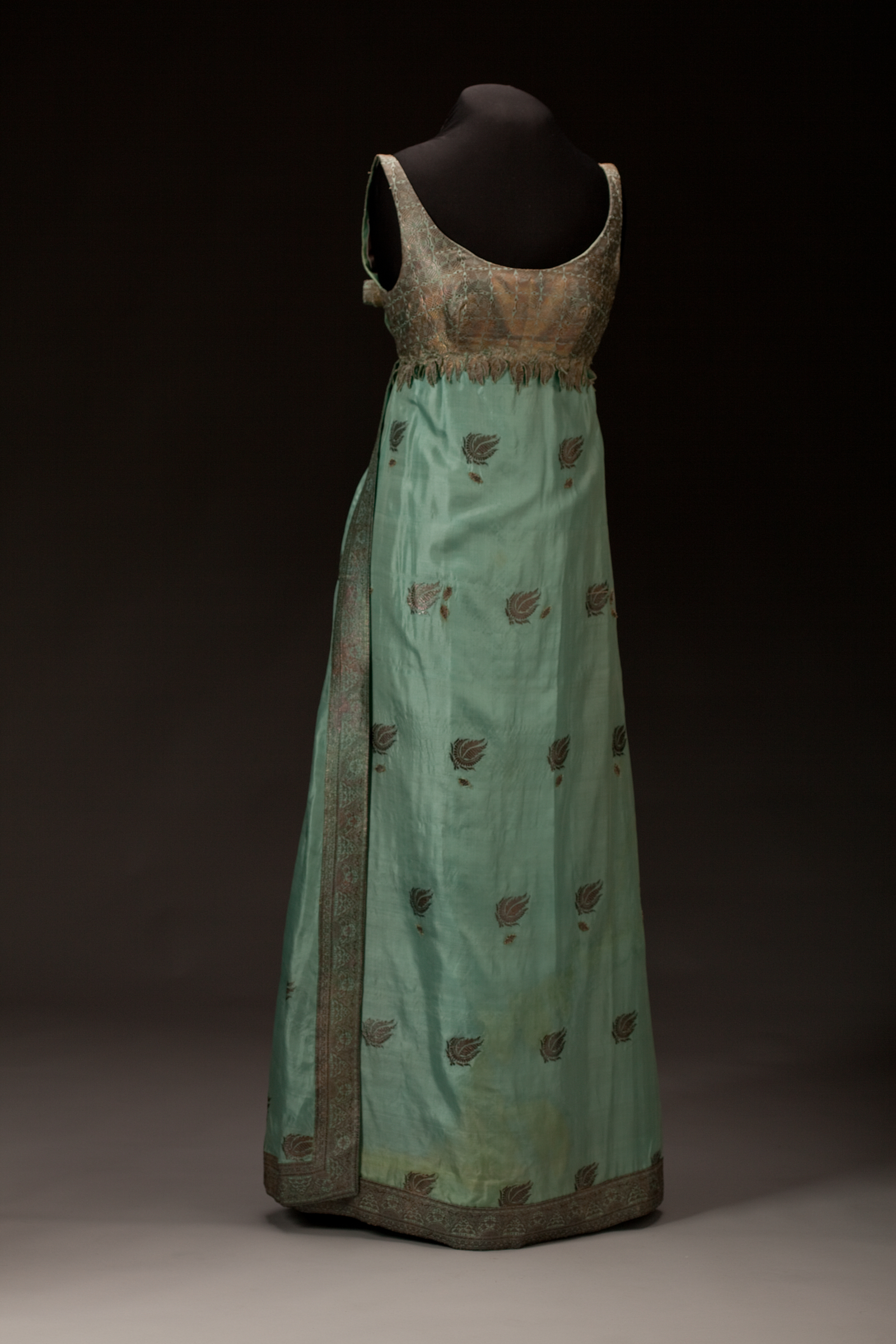
1966/1967

## Privates
Lowe war zweimal verheiratet. Aus der Ehe mit Lee Cohen, den sie 1912 geheiratet hatte, stammte ihr Sohn Arthur Lee, der bis zu seinem Tod 1958 als Lowes Geschäftspartner arbeitete. Die Ehe mit Lee Cohen war gescheitert, weil Cohen sich ihrer Karriere widersetzt hatte. Lowe heiratete ein zweites Mal, aber auch diese Ehe wurde geschieden.
Am Ende des Lebens wurde sie von ihrer sogenannten „Adoptivtochter“ Ruth Alexander unterstützt, einer langjährigen Angestellten, in deren Haus in Queens Ann Lowe die letzten fünf Jahre lebte und am 25. Februar 1981 starb.

## Ehrung
Fünf Entwürfe von Ann Lowe befinden sich in der Kostümabteilung des Metropolitan Museum of Art. Drei werden im National Museum of African American History and Culture des Smithsonian in Washington, D.C. ausgestellt. Mehrere Entwürfe wurden im Dezember 2016 in eine Ausstellung über schwarze Mode am Fashion Institute of Technology in Manhattan aufgenommen.

## Werke
- Gerri Major: Dean of American Designers. In: Ebony. 12/1966.
- Barbara M. Starke, Lillian O. Holloman, Barbara K. Nordquist: African American Dress and Adornment: A Cultural Perspective. Kendall Hunt, Dubuque 1990, ISBN 978-0-8403-5902-5.
- Jay Mulvaney: Kennedy Weddings: A Family Album. St. Martin’s Press, New York City 1999, ISBN 978-0-312-24208-4.
- Pat Kirkham: Women Designers in the USA, 1900–2000: Diversity and Difference. Yale University Press, New Haven 2002, ISBN 978-0-300-09331-5.
- Jan Pottker: Janet and Jackie: The Story of a Mother and Her Daughter, Jacqueline Kennedy Onassis. St. Martin’s Press, New York City 2001, ISBN 978-0-312-26607-3.